# Prix Clément-Codron
Le prix Clément-Codron de la fondation Codron Fautz - Institut de France est un prix annuel, créé en 2002.
Il récompense un chercheur de toute nationalité ayant effectué un travail remarquable dans le domaine des sciences appliquées à la technologie,.

## Lauréats
- 2024 : Peter Reiss, directeur de recherche au Commissariat à l’énergie atomique (CEA) et directeur adjoint du laboratoire SYMMES à Grenoble
- 2023 : Valentina Emiliani, directrice de recherche au CNRS à l'Institut de la vision (CNRS, Inserm, Sorbonne Université)
- 2022 :  Daniel Heuer
- 2021 : Hélène Olivier-Bourbigou